# Procédé Collas
Le procédé Collas est un procédé de gravure en taille-douce inventé par Achille Collas en 1816. Il permet de copier exactement en gravure un bas-relief de petite dimension : médaille, médaillon, pièce de monnaie, sceau.

## Procédé technique
Le report mécanique de l’image s’effectue à l’aide d’une « machine » dont le principe d’approche de ceux du tour à portrait et du pantographe, et qui est dotée de deux pointes, l’une émoussée, l’autre aiguisée. On promène la pointe émoussée de la machine sur les reliefs de l’objet, en décrivant des lignes parallèles. Ce mouvement, et en particulier les reliefs, est transmis à la pointe aiguisée de la machine, qui trace ces lignes sur une plaque de cuivre vernie. Les reliefs sont ainsi rendus par des lignes plus ou moins ondulées et non droites, serrées ou espacées et non parallèles, suivant les reliefs variés de l’original. Les reliefs sont ainsi traduits par des effets de teinte : les parties concaves apparaissent plus sombres, et les parties convexes plus claires. La plaque de cuivre est  ensuite ensuite mordue à l’acide et imprimée, suivant la technique de la gravure à l'eau-forte.
Le premier ouvrage publié illustré de gravures réalisées selon cette technique est le Trésor de Numiastique et de glyptique, ou Recueil général de médailles, monnaies, pierres gravées, bas-reliefs tant anciens que modernes, publié entre 1831 et 1850 sous la direction de Paul Delaroche, Louis-Pierre Henriquel-Dupont, Charles Lenormant, et Jean de Witte.